# 坂雪岗大道
坂雪岗大道是深圳市龙岗区的一条南北方向主干道，全线位于坂田街道，是坂田的主要交通要道之一。起于南坪快速路雅宝立交，经坂田，华为园区，雪象等地，止于岗头村的坂李大道路口，以吉华路坂雪岗路口为界，往北为北段，往南为南段。2009年全线通车。

## 沿革
2007年11月8日，坂雪岗大道（南段）市政工程顺利开工，年底完成投资1300多万元。2015年11月，地铁10号线工程沿坂雪岗大道北段经过。

## 沿途

### 主要交汇道路
- 南坪快速路，坂银通道

- 环城南路
- 布龙路
- 吉华路
- 贝尔路
- 稼先路
- 环城路（坂田）
- 坂李大道

### 沿路主要地标
- 万科第五园
- 坂田地铁站
- 坂田村
- 坂田小学
- 新天下集团工业城
- 华为深圳基地
- 万科城
- 象角塘村
- 佳兆业城市广场
- 坂田街道执法队